# Communauté de communes des Vals d'Aix et Isable
La communauté de communes des Vals d'Aix et Isable est une communauté de communes française, située dans le département de la Loire et la région Auvergne-Rhône-Alpes.

## Historique
Elle est créée le 22 décembre 1993.
Le 1er janvier 2019, Amions, Dancé et Saint-Paul-de-Vézelin fusionnent pour constituer la commune nouvelle de Vézelin-sur-Loire.

## Territoire communautaire

### Composition
La communauté de communes est composée des 12 communes suivantes :

| Nom                         | Code Insee | Gentilé         | Superficie (km2) | Population (dernière pop. légale) | Densité (hab./km2) |
| --------------------------- | ---------- | --------------- | ---------------- | --------------------------------- | ------------------ |
| Saint-Germain-Laval (siège) | 42230      | Saint-Germanois | 17,08            | 1 594 (2022)                      | 93                 |
| Bully                       | 42027      | Bullylois       | 19,03            | 433 (2022)                        | 23                 |
| Grézolles                   | 42106      | Grézelaires     | 5,6              | 236 (2022)                        | 42                 |
| Luré                        | 42125      | Lurélois        | 6,23             | 137 (2022)                        | 22                 |
| Nollieux                    | 42160      |                 | 6,95             | 187 (2022)                        | 27                 |
| Pommiers-en-Forez           | 42173      |                 | 23,84            | 371 (2022)                        | 16                 |
| Saint-Georges-de-Baroille   | 42226      |                 | 15,24            | 452 (2022)                        | 30                 |
| Saint-Julien-d'Oddes        | 42243      | Juliénois       | 10,41            | 297 (2022)                        | 29                 |
| Saint-Martin-la-Sauveté     | 42260      |                 | 29,74            | 870 (2022)                        | 29                 |
| Saint-Polgues               | 42274      | Saint-Polguais  | 5,77             | 275 (2022)                        | 48                 |
| Souternon                   | 42303      | Souternois      | 17,05            | 275 (2022)                        | 16                 |
| Vézelin-sur-Loire           | 42268      |                 | 39,36            | 816 (2022)                        | 21                 |

### Démographie
| 1968  | 1975  | 1982  | 1990  | 1999  | 2010  | 2015  |
| ----- | ----- | ----- | ----- | ----- | ----- | ----- |
| 6 132 | 5 705 | 5 504 | 5 277 | 5 252 | 5 911 | 6 023 |

## Administration

### Siège
Le siège de la communauté de communes est situé à Saint-Germain-Laval.

### Les élus
Le conseil communautaire de la communauté de communes se compose de 22 délégués représentant chacune des communes membres et élus pour une durée de six ans.

### Présidence
Le président de la communauté de communes est Georges Bernat, maire d'Amions puis de Vézelin-sur-Loire.

### Compétences
Les compétences de la communauté de communes ont été redéfinies par l'arrêté n°4/SPR/2017 du 4 janvier 2017.

### Régime fiscal et budget
Le régime fiscal de la communauté de communes est la fiscalité professionnelle unique (FPU).